# Servance-Miellin
Servance-Miellin község Franciaország Burgundia-Franche-Comté régiójában, Haute-Saône megyében. Új községként 2017. január 1-jén jött létre Servance és Miellin község egyesítésével. A korábbi községek egyesülésekor az új község lélekszáma 900 fő lett. Lakosainak száma 764 fő (2022. január 1.).

## Népesség
| Lakosok száma | 831  | 816  | 803  | 788  | 773  | 767  | 764  |
|               | 2015 | 2017 | 2018 | 2019 | 2020 | 2021 | 2022 |